# 강청색
강청색(鋼靑色, 영어: Steel blue 스틸블루[*])는 강철의 녹을 방지하기 위해 블루잉(bluing) 처리된 블루 스틸(blue steel)과 유사한 청색 음영 색깔이다. 파란색에 음영이 보다 비중있는 색상중 하나이다. 일반적으로 청회색으로 식별될수있다.
'스틸블루'(Steel blue)라는 이름을 영어로 처음 사용한 기록은 1817년이었다.

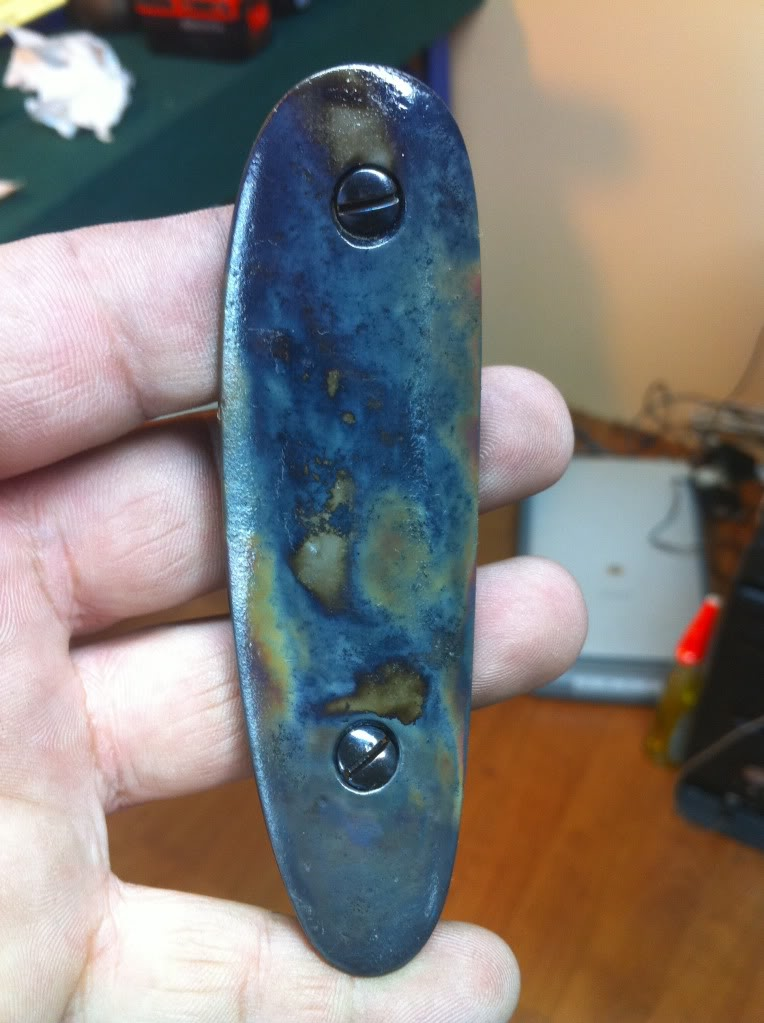

1987년에 스틸 블루는 해당 색상 목록이 공식화 될 때 X11 색 이름 중 하나로 포함되었다. 1991년 월드 와이드 웹이 구축된 후 이 색상은 X11 웹 색상으로 알려졌다. 동계열 색상에는 라이트(light),딥(deep),다크(dark) 등이 있다.  블루계열(Shades of blue)로 분류된다.

## 동계열 색상
|           |                  |             |               |
| 스틸 블루 | 라이트 스틸 블루 | 딥 스틸블루 | 다크 스틸블루 |

내셔널 풋볼 리그의 휴스턴 텍선스팀은 딥 스틸블루를 주요 색상중 하나로 채택한바있다. GM은 공식적으로 다크 스틸블루를 차량색상으로 제공하는 것으로 알려져있다.
딥 스틸블루의 스펙트럼은 30,50,100(R,G,B)부근에서 그리고  다크 스틸블루의 스펙트럼은 10,30,60(R,G,B)부근에서 릴리즈를 확인할 수 있다.
|                    |                      |
| 딥 스틸블루 라이트 | 딥 스틸블루 오리지널 |

## 블랙계열
|                            |                                          |
| 옥스포드 블루(Oxford Blue) | 다크 미드나이트 블루(Dark Midnight Blue) |

아주 어두운 다크스틸블루는 옥스포드 블루(Oxford Blue)나 미드나이트 블루(Midnight Blue)처럼 블랙계열(Shades of black)로도 분류될수있다.
|                    |               |
| 슈퍼 다크 스틸블루 | 다크 스틸블루 |

## 블루라이트
청색광으로도 불리는 블루라이트(Blue Light)는 전자기기 스크린에서의 블루계열의 색상 빛을 의미한다.  이러한 전자기기의 블루라이트는 채도가 매우 높아 흰색(white)과 함께 시력저하와 시신경에 자극이 매우 강해 주의가 요하는 것으로 알려져있다.  일부 스마트폰에서는 블루라이트 차단기능이 옵션으로 제공되고있다.

## 같이 보기
- 버건디
- 그레이